# Ocotea whitei
Ocotea whitei là loài thực vật có hoa trong họ Nguyệt quế. Loài này được Woodson miêu tả khoa học đầu tiên năm 1937.